# Franciscus Gijsbrechts

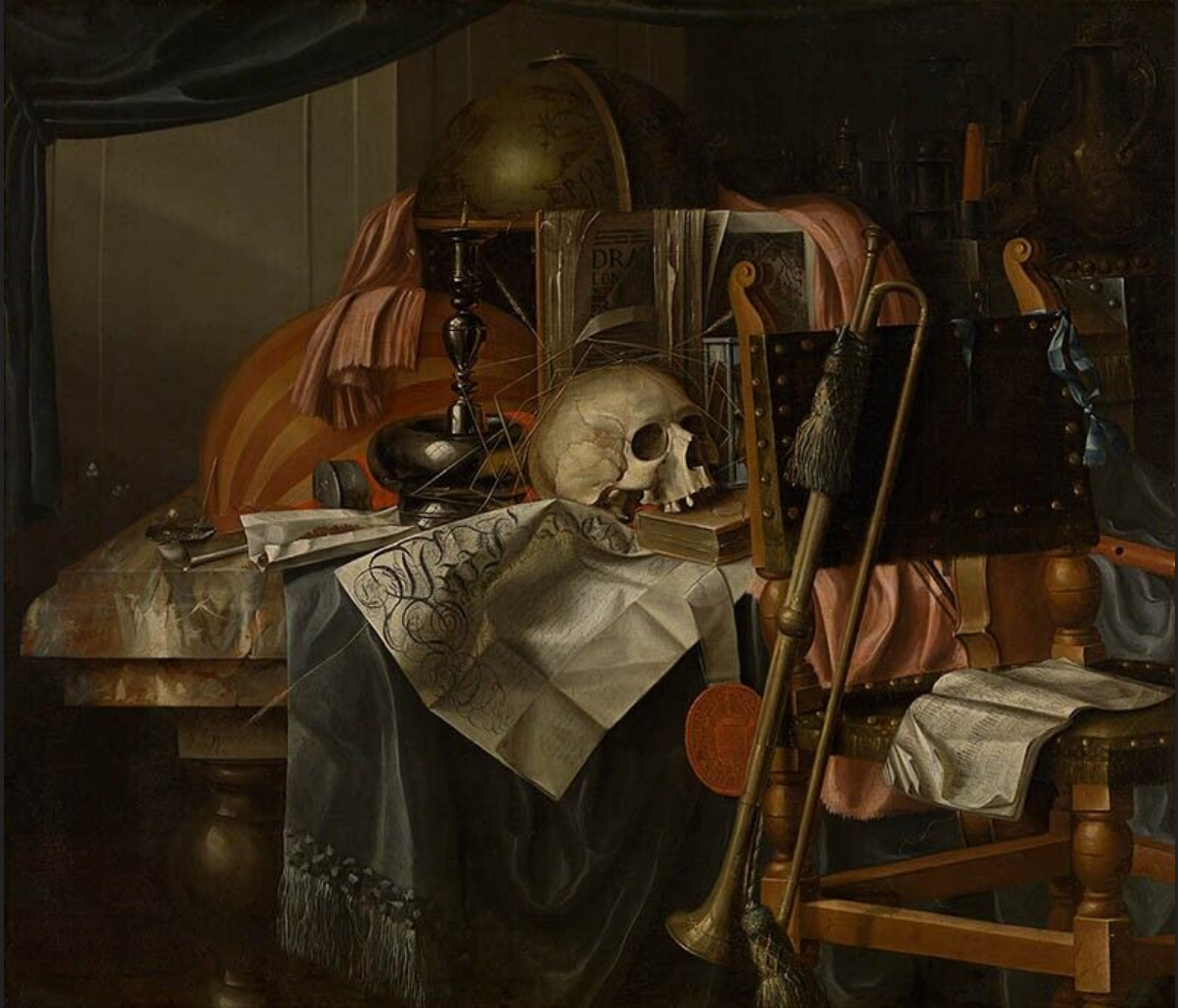
Vanitas, Koninklijk Museum voor Schone Kunsten Antwerpen

Franciscus Gijsbrechts, of Gysbrechts (Antwerpen, februari 1649 - plaats van overlijden onbekend, na 1677) was een Vlaams kunstschilder, voornamelijk van stillevens.

## Leven en werk
Over het leven van Franciscus Gijsbrechts is weinig bekend. Pas recentelijk is vastgesteld dat hij de zoon was van stillevensschilder Cornelis Norbertus Gysbrechts, die in de jaren 1670 als hofschilder in Kopenhagen werkte. Waarschijnlijk werd hij ook door zijn vader opgeleid, gezien een duidelijke overeenkomst in stijl. Ook lijkt hij zelf in Denemarken te hebben gewerkt: een uit 1672 gedateerd schilderij met zijn signatuur kwam in 1689 al voor in de inventaris van de Deense Kunstkamer. Mogelijk is hij het ook die als kunstschilder in 1674 onder deze naam te Leiden actief was. In 1676 werd hij meester in het Antwerpse Sint-Lucasgilde.
Franciscus Gijsbrechts werkte in een barokke stijl, met een relatief losse penseelstreek. Er zijn vooral stillevens van hem bewaard gebleven, vaak met vanitas-symbolen. Net als zijn vader maakte hij graag gebruik van trompe-l'oeil-effecten.

## Galerij

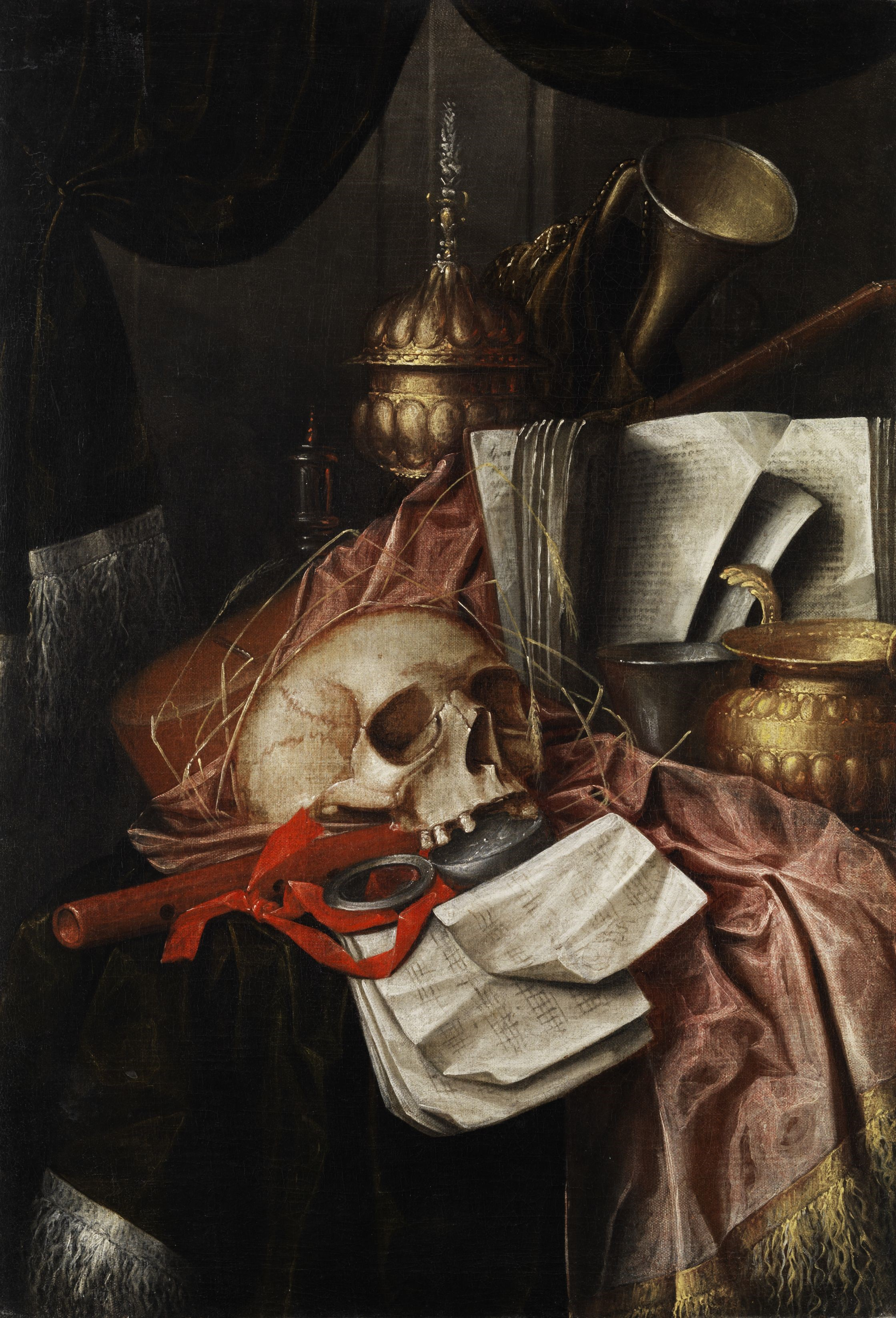
Vanitas, Musée des beaux-arts de Rennes
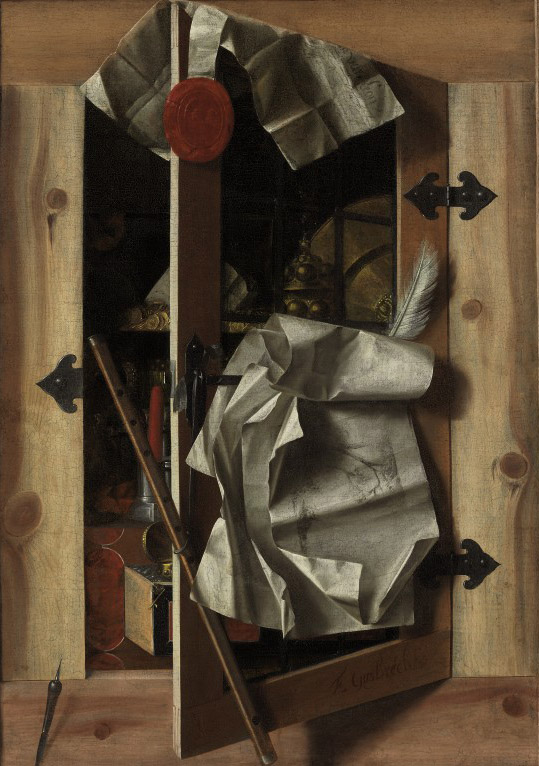
Stilleven met trompe l'oeil, privécollectie, verkocht bij Christie's in 2010
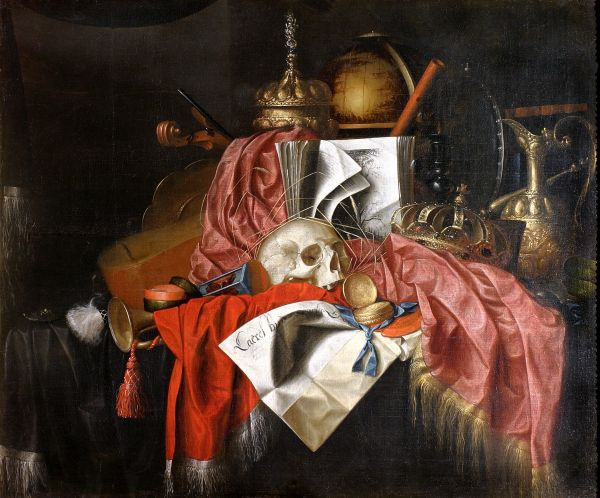
Stilleven met schedel, Nationalmuseum, Gdansk